# Heinrich Lienhard

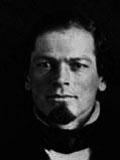
Heinrich Lienhard

Heinrich Lienhard (* 19. Januar 1822 in Bilten, Kanton Glarus; † 19. Dezember 1903 in Nauvoo, Illinois) war ein Schweizer Auswanderer, der 1843 erstmals in die Vereinigten Staaten reiste. Er verbrachte drei Jahre in Illinois und reiste 1846 nach Kalifornien, wo er bis 1850 blieb. Nach einem Aufenthalt von dreieinhalb Jahren in der alten Heimat kehrte er 1854 mit seiner Familie endgültig in die USA zurück, wo er bis zu seinem Tod in Nauvoo, Illinois, lebte. In den 1870er Jahren verfasste er seine Erinnerungen an die Jugend und ersten Jahre in Amerika, ein Manuskript, das eine wichtige historische Quelle für den California Trail, Johann August Sutter und den Goldrausch in Kalifornien darstellt.

## Leben
Heinrich Lienhard wurde am 19. Januar 1822 auf dem Ussbühl in Bilten, Kanton Glarus, geboren. Er wuchs mit drei Geschwistern auf dem Bauernhof der Eltern in bescheidenen Verhältnissen auf. Seit seiner Kindheit träumte er davon, nach Amerika auszuwandern, wie es schon mehrere seiner Cousins getan hatten. Dieser Traum erfüllte sich, als der Vater nach langem Widerstand seinen Plänen endlich zustimmte. 1843 reiste Heinrich Lienhard zusammen mit einem Nachbarn nach Neu-Schweizerland, später Highland, in Illinois.
Die nächsten zweieinhalb Jahre waren eine Zeit des Fussfassens in der Neuen Welt. Lienhard hielt sich hauptsächlich in Illinois auf, wo er zuerst als Gehilfe bei verschiedenen Farmern in der Schweizer Siedlung arbeitete. Später fuhr er auch den Mississippi hinauf, machte Abstecher nach Iowa und Wisconsin und verrichtete unterwegs Gelegenheitsarbeiten, immer in der Hoffnung, bald ein besseres Auskommen zu finden. Als er im Frühjahr 1846 in einem Ladengeschäft in St. Louis arbeitete, traf er eines Tages zufällig einige Freunde aus Galena, mit denen er sich dort ein Jahr zuvor über eine mögliche Auswanderung nach Kalifornien unterhalten hatte. Sie waren nach St. Louis gekommen, um sich für ebendieses Abenteuer auszurüsten, und begeistert schloss Lienhard sich ihnen an.
Die Reise der «Five German Boys», wie die anderen Emigranten Heinrich Lienhard und seine vier Kameraden nannten, dauerte sechs Monate und führte von Independence, Missouri, nach New Helvetia, besser bekannt unter der Bezeichnung «Sutter’s Fort», in Kalifornien. 1846 gab es für Emigranten mit Wagen noch keinen fest etablierten Trail in das von Mexiko beanspruchte Gebiet am Pazifik, weshalb vor allem die zweite Hälfte des Weges Menschen und Zugtieren oft das Äusserste an Kraft und Geschicklichkeit abverlangte. In seinen Erinnerungen beschreibt Heinrich Lienhard neben der genauen Route auch das vielseitige Alltagsleben auf dem Trail: die wechselhaften Beziehungen zwischen den Emigranten, die eindrücklichen, langsam sich verändernden Landschaftsformen, Begegnungen mit den einheimischen Indianern sowie Mühsal und Gefahren schwieriger Wegabschnitte wie beispielsweise die Überquerung der Grossen Salzwüste und der Sierra Nevada.
In Kalifornien erwartete die Immigranten noch vor ihrer Ankunft in Sutters Fort ein Werber der Armee der Vereinigten Staaten. Auf Drängen eines Kameraden, dem er ein paar Dollar schuldete, liess sich Lienhard wie andere mittellose Emigranten für einen dreimonatigen Freiwilligendienst im Krieg gegen Mexiko verpflichten. Die amerikanischen Truppen hatten den Auftrag, die Annexion aller von den Vereinigten Staaten beanspruchten Gebiete nördlich des Rio Grande durchzusetzen, ein Ziel, das die Regierung in Washington seit Jahrzehnten verfolgte. Bereits auf der Reise ins Hauptquartier von Monterey, der damaligen Hauptstadt Kaliforniens, erkrankte Lienhard jedoch schwer, verbrachte mehrere Wochen im Krankenhaus und wurde als Rekonvaleszenter anschliessend vom Dienst im Feld dispensiert.
Nach seiner Rückkehr von Monterey im Februar 1847 fand Lienhard Anstellung bei John A. Sutter. Das erste Halbjahr unterhielt er dessen Gemüsegarten am Yuba River rund fünfzig Meilen nördlich des Forts, ab September übernahm er für mehrere Monate die Aufseherstelle im Fort. Um die Jahreswende 1847/48 brachte er als Frachtbegleiter auf Sutters Schoner eine Ladung Weizen nach San Francisco, lehnte eine feste Anstellung in dieser Funktion jedoch ab. Sutter, der wusste, dass Lienhard sich gerne mit Gartenarbeit beschäftigte, bat ihn darauf, in Partnerschaft einen grossen Obst- und Gemüsegarten beim Fort anzupflanzen, ein Projekt, dem Lienhard sich in den folgenden Monaten mit Hingabe widmete.
Im Januar 1848 wurde am Südarm des American River, wo Sutter eine Sägemühle (Sutter’s Mill) bauen liess, Gold entdeckt. Obwohl alle Arbeiter Sutters das Fort schon bald verliessen, um in den Flusstälern ihr Glück zu versuchen, blieb Lienhard bis im Sommer im Garten und begab sich erst im August in die Minen, als Sutter ihn dazu aufforderte. Dieser stellte ihm indianische Gehilfen, Arbeitsgeräte und Lebensmittel zur Verfügung und erhielt dafür von Lienhard die Hälfte des gewaschenen Goldes, eine Vereinbarung, die Sutter auch mit anderen Männern traf. Als im September Sutters ältester Sohn John August aus der Schweiz in Kalifornien eintraf, bat Sutter Lienhard, ihm leihweise auch seine eigene Hälfte des gewaschenen Goldes zu überlassen, damit er seinem Sohn eine möglichst grosse Ausbeute des Edelmetalls präsentieren könne. Als Lienhard aber später ins Fort zurückkehrte, war August Sutter, der inzwischen die Geschäfte seines tief verschuldeten Vaters übernommen hatte, nicht mehr in der Lage, Lienhard sein Gold wieder auszuhändigen. Nach Wochen vergeblichen Wartens willigte dieser schliesslich ein, an Zahlungs statt Sutters Schafherde zu übernehmen.
Den folgenden Winter 1848/49 verbrachte Lienhard mit einem Schweizer Landsmann namens Jakob Dürr auf der unweit des Forts gelegenen Schaffarm. Im Frühling kaufte Dürr Lienhard die Hälfte der Schafe ab, und im April zogen sie gemeinsam in die Minen, um Handel zu treiben. Nach mehreren Wochen verkaufte Lienhard Dürr auch seinen Teil der Herde und kehrte ins Fort zurück. Dort nahm er August Sutters Auftrag an, dessen Mutter und Geschwister aus der Schweiz nach Kalifornien zu bringen. Im Juni 1849 verliess er San Francisco, reiste über den Isthmus von Panama nach New York und von dort über England und Deutschland in die Schweiz. Im Spätherbst kehrte er auf gleichem Weg mit einer Gruppe von zehn Personen – es hatten sich noch Verwandte und Bekannte von Frau Sutter angeschlossen – nach San Francisco zurück, wo sie im Januar 1850 wohlbehalten eintrafen.
Ein halbes Jahr später beschloss Lienhard, Kalifornien endgültig zu verlassen. Der Abschied fiel ihm nicht leicht. Er liebte das Land mit seinem angenehmen Klima und seiner reichen Flora und Fauna; doch er konnte sich nicht mehr mit der Gesetzlosigkeit und der überhandnehmenden Gewalt abfinden, mit der den Einheimischen Land und Leben geraubt wurde und die ihr Schicksal auf brutale Art besiegelte. Nach einer abermals halbjährigen Reise und einem angenehmen Ausklang in Paris schritt er am 31. Dezember 1850 auf dem altvertrauten Fussweg wieder seinem Elternhaus auf dem Ussbühl entgegen.
Im Sommer 1851 heiratete Heinrich Lienhard Elsbeth Blumer von Bilten. Er kaufte die bäuerliche Liegenschaft «Auf Brunnen» in Kilchberg bei Zürich, wo die beiden Söhne Kaspar Arnold (1852) und Johann Heinrich (1853) geboren wurden. Doch dem Versuch, in der alten Heimat wieder sesshaft zu werden, war kein Erfolg beschieden: Nach zwei Jahren verkaufte Lienhard den Besitz in Kilchberg wieder und verliess mit seiner Familie im April 1854 die Schweiz für immer. Zuerst liessen sie sich in Madison, Wisconsin, nieder, wo der dritte Sohn, John Jacob, zur Welt kam. 1856 zogen sie nach Nauvoo, Illinois, einem malerisch gelegenen Ort am Mississippi, den eine grosse Mormonengemeinde zehn Jahre früher hatte verlassen müssen und der seither vor allem deutsch- und französischsprachige Einwanderer europäischer Herkunft anzog.
In Nauvoo verbrachte Heinrich Lienhard in einem prächtigen Haus mit Garten und grosszügigem Landbesitz 47 Jahre als erfolgreicher Farmer und geachteter Bürger. Hier gebar Elsbeth Lienhard sechs weitere Kinder, doch blieb die Familie nur wenige Jahre vollständig. 1878 verloren sie ihren ältesten Sohn Kaspar, Zahnarzt von Beruf, und 1884 ihre neunzehnjährige Tochter Dora, die an den Folgen eines unverschuldeten Zwischenfalls auf dem Schulhof innerlich verblutete. Wenige Monate später starb auch Lienhards Frau Elsbeth, und 1892 verlor er noch seine jüngste, erst sechzehnjährige Tochter Barbara Adela. Heinrich Lienhard starb am 19. Dezember 1903 nach kurzer Krankheit. Er wurde auf dem Familiengrab im presbyterianischen Friedhof von Nauvoo beigesetzt, wo sich auch die Gräber seiner Frau und sieben ihrer Kinder befinden.

## Heinrich Lienhards Manuskript
Mitte der 1870er Jahre begann Heinrich Lienhard mit der Niederschrift seiner Erinnerungen an seine Kindheit und Jugend in der Schweiz bis zur Rückkehr aus Kalifornien Ende 1850, also an die ersten 29 Jahre seines Lebens. In regelmässigem, zügigem Duktus alter deutscher Schreibschrift füllte er nahezu eintausend Seiten, eine Arbeit, der er sich mehrere Jahre widmete und mit der er seinen Nachkommen ein Vermächtnis ganz besonderer Art hinterliess.
Wo immer Heinrich Lienhard sich in den Jahren seiner Wanderschaft aufhielt, galt seine ungebrochene Aufmerksamkeit der Natur in ihrer ganzen Vielfalt: der landschaftlichen Umgebung, den klimatischen Verhältnissen, der Bodenbeschaffenheit, geologischen Besonderheiten sowie ihm unbekannten Pflanzen und Tieren. Einen wichtigen Platz in seinen Erinnerungen nehmen auch die Menschen ein, die unterwegs seinen Weg kreuzten, Freundschaften, die Jahre dauerten, ebenso wie Begegnungen, die kurz und trotzdem unvergesslich waren. So setzte er mit seinen Porträts manchen Freunden und Bekannten, die heute längst vergessen wären, ein Denkmal, in dem sich immer auch seine eigene Persönlichkeit spiegelt. Dies zeigt sich besonders in seiner Beziehung zu John A. Sutter, dem Gründer Neu-Helvetiens, den er im Verlauf seiner Arbeit im Fort gut kennenlernte.
Lienhards Beobachtungsgabe beschränkte sich nicht auf Äusserlichkeiten, sie bedeutete vielmehr Wahrnehmen mit Augen, Herz und Verstand. Dies lässt sich besonders eindrücklich anhand seiner Begegnung mit den Indianern Kaliforniens verfolgen. Obwohl er diese als Einheimische des Landes respektierte, sind seine Bemerkungen nicht frei von der typisch ethnozentristischen Sehweise der Weissen. Angesichts des Goldrausches mit seinen dramatischen Folgen für die Indianer setzte jedoch ein Prozess des Umdenkens bei ihm ein, der dem damaligen Zeitgeist zuwiderlief. Ihre Wurzeln hatte seine zunehmend kritische Haltung in Mimal, wo er 1847 am Yuba River während sechs Monaten abgeschieden von anderen weissen Siedlern lebte und schon bald mit den Indianern der umliegenden Dörfer in Kontakt kam. Einige von ihnen trafen sich während seines Aufenthalts dort regelmässig bei seinem Haus, wo sie seine Tätigkeiten verfolgten, Tauschhandel trieben und ihm zwischendurch im Garten halfen. Sie bildeten ihn zu einem erstklassigen Bogenschützen aus, pflegten ihn, als er krank war, und nahmen ihn manchmal mit in ihr Dorf. So kam es, dass auch Lienhard begann, seine Nachbarn bei ihren alltäglichen Verrichtungen zu beobachten. Er staunte über ihre Fertigkeit im Herstellen von Gebrauchsgegenständen aller Art, über die Raffinesse ihrer Werkzeuge, über ihre Phantasie und ihren Schönheitssinn beim Verzieren ihrer meisterhaften Flechtarbeiten. Er begleitete sie bei der Jagd und beim Fischfang und beschreibt fasziniert die Geschicklichkeit, mit der sie dabei vorgingen, ebenso wie die Vielfalt ihrer Nahrungsbeschaffung und Zubereitung verschiedener Speisen.
Beobachtend begann Heinrich Lienhard zu verstehen, dass die Einheimischen ihre Lebensformen über viele Generationen äusserst sinnvoll an ihre Umgebung angepasst hatten und die reichen Ressourcen der kalifornischen Landschaften im Rhythmus der Jahreszeiten bestmöglich und nachhaltig zu nutzen wussten. Er begriff, dass das Fremde, obwohl anders, nicht zwangsläufig minderwertig war und dass die Verachtung, mit der die Weissen besonders den kalifornischen Indianern gegenübertraten, falsch und ungerecht war. Unvergesslich blieb ihm auch eine nächtliche Unterhaltung seiner Hüterjungen auf der Schaffarm, deren Zeuge er im Winter 1848/49 wurde. Sie sprachen von den Zeiten, bevor die weissen Siedler in ihre Täler eingedrungen waren, und von den grossen Veränderungen, die ihr Leben und das ihrer Eltern seither erfahren hatte. Auf Lienhard, der sich schlafend stellte, machten ihre Worte tiefen Eindruck: «Ich war durch das halblaut geführte Gespräch der Indianer recht Nachdenklich geworden. Ich suchte mich im Geiste in der Indianer Stelle zu versetzen und überlegte, ob ich wohl dann zufrieden sein würde, wenn man mich von meiner und meiner Voreltern Heimath derart verdrängen würde, wie es den armen Indianern wiederfuhr. Ich gestehe, dass mich dabei ein sehr rächegieriges Gefühl erfüllte, so dass ich Jedesmal zu dem Schluss kam, ich würde mich an den unverschämten, habgierigen Eindringlingen auf jede mögliche Weise rächen.» Doch wusste er aus eigener Erfahrung, dass für die Indianer, ob sie sich anpassten, wehrten oder flüchteten, der Kontakt mit den Weissen jederzeit mit dem Tod enden konnte.
Lienhards Text lässt somit verschiedene Betrachtungsweisen zu. Er fasziniert als detaillierte und spannende Beschreibung von Ereignissen und Menschen, Landschaften, Flora und Fauna. Weit mehr als ein Abenteuerbericht indessen sind seine Erinnerungen eine komplexe Reportage über rassische Eroberung. Der Raubbau an der Natur und den Tieren, die den Indianern auferlegte Zwangsarbeit, sexuelle Ausbeutung der Frauen, Vertreibung und Vernichtung der einheimischen Bevölkerung und Zerstörung ihrer jahrtausendealten Gemeinschaften durch die weissen Besetzer treten darin mit unerbittlicher Klarheit zutage. Heinrich Lienhards Text ist deshalb auch ein Tatsachenbericht über die angloamerikanische Eroberung der nördlichen Westhemisphäre mit ihrem Janus-Gesicht von Umweltzerstörung und rassischer Vernichtung einerseits und Aufbau einer kraftvoll pulsierenden angloamerikanischen Variante westlicher Kultur andererseits.

## Publikationen
Heinrich Lienhards Manuskript blieb lange Zeit in Familienbesitz. Im Jahre 1949 verkaufte es eine Enkelin Lienhards an die Bancroft Library der University of California in Berkeley, Kalifornien, wo es heute im Original und auf Mikrofilm zugänglich ist. Es war aber bereits zu Lebzeiten Lienhards auch ausserhalb der Familie auf Interesse gestossen. Der Erste, der sich mit dem Text befasste, war Kaspar Leemann, ein Freund aus der Zeit, als Lienhard in Kilchberg wohnte (1851–1854). Leemanns Bearbeitung erschien 1898, zwei Jahre später erfolgte ein Neudruck. Lienhards Text wurde für dieses Buch allerdings so stark gekürzt und verändert, dass vom Originaltext nicht viel übrig geblieben ist.
In den USA erschien die erste Teiledition 1941 in einer Bearbeitung von Marguerite E. Wilbur unter dem Titel A Pioneer at Sutter’s Fort, 1846–1850. The Adventures of Heinrich Lienhard. Das Buch umfasst Lienhards Aufenthalt in Kalifornien, wobei die Herausgeberin sich vor allem für Sutter und andere bekannte Namen jener Zeit interessierte. Substanzielle Auslassungen von Lienhards persönlichen Erlebnissen und Interessen sowie unzutreffende Verbindungstexte verfälschen den Text an vielen Stellen. Transkriptions- und Übersetzungsfehler sowie die tendenziell kürzende Übersetzung berauben ihn zusätzlich seiner Authentizität. Lienhards Manuskript erfuhr aufgrund von Wilburs Buch in Kalifornien zu Unrecht harsche Kritik, was heute anhand der deutschsprachigen Edition (2010/2011) überprüft und richtiggestellt werden kann.
Im Jahre 1951 veröffentlichten J. Roderic Korns und Dale L. Morgan West from Fort Bridger, eine Untersuchung zum sogenannten «Hastings Cutoff», einem Abschnitt des California Trails. Die Autoren stützten sich dabei unter anderem auf Lienhards tägliche Aufzeichnungen, die sie textgetreu übersetzten und ausführlich kommentieren. Sie bezeichnen seine Beschreibung als «record of the highest importance» und waren damit die Ersten, die Lienhards genaue und verlässliche Art des Berichtens erkannten und ausserordentlich schätzten. 1961 übersetzten und edierten Erwin G. und Elisabeth K. Gudde unter dem Titel From St. Louis to Sutter's Fort den California Trail. Gudde hatte 1942 nach Erscheinen von Wilburs Buch in einer herabsetzenden Kritik Lienhards Glaubwürdigkeit in Zweifel gezogen, allerdings ohne selbst Einsicht in das Manuskript zu nehmen. Dies mag erklären, weshalb zwanzig Jahre später seine Übersetzung des Trails zwar Lienhards Text folgt, aber ziemlich spröde wirkt und der Glarner Humor unverstanden bleibt. Im Vorwort zu seinem Buch bezeichnet Gudde Lienhards Text als «einen der drei klassischen Berichte der grossen Westmigration von 1846».
John C. Abbott edierte im Jahr 2000 das Buch New Worlds to Seek. Es umfasst den ersten Teil des Manuskripts in englischer Übersetzung, nämlich Lienhards Jugend, seine erste Reise nach Amerika und seinen Aufenthalt in Illinois. Im Jahr 2010 edierte Christa Landert knapp die Hälfte von Lienhards Manuskript in deutscher Sprache unter dem Titel «Wenn Du absolut nach Amerika willst, so gehe in Gottesnamen!». Es handelt sich um die Jahre 1846 bis 1849, das heisst den California Trail und Lienhards Aufenthalt in Kalifornien bis zur ersten Reise in die Schweiz.
Zwei ausführliche Zeitungsartikel Heinrich Lienhards wurden unabhängig von seinem Manuskript publiziert. Der erste erschien nach Lienhards Aufenthalt in der Schweiz 1849. Er berichtet darin über Kalifornien, Sutters Fort, die Goldentdeckung und die Arbeit in den Minen, wie er sie aus eigener Erfahrung kannte. Zudem informiert er über die günstigste Reiseroute von der Schweiz nach Kalifornien, damals zweifellos für viele Leser von besonderem Interesse. Im zweiten Artikel, der 1885 im Daily Examiner in San Francisco veröffentlicht wurde, erinnert sich Lienhard unter anderem an seine Arbeit bei Sutter, die Ereignisse rund um die ersten Goldfunde und den darauf folgenden Goldrausch.

## Werke
- «Wenn Du absolut nach Amerika willst, so gehe in Gottesnamen!», Erinnerungen an den California Trail, John A. Sutter und den Goldrausch, 1846–1849. Herausgegeben von Christa Landert, mit einem Vorwort von Leo Schelbert. Zürich, Limmat Verlag 2010, 2011. ISBN 978-3-85791-504-8 pdf.
- Memoirs of trip to California, life at Sutter's Fort and return to Switzerland: ms., 1846–1850. BANC MSS C-D 5024. Bancroft Library, Berkeley.
- Schilderungen aus Kalifornien, die Entdeckung des Goldreichthums und dessen Folgen. In: Glarner Zeitung 95–99, 28. November, 1., 5., 8. und 12. Dezember 1849.
- The Early Days: Reminiscences of a Pioneer Settler of ’46. In: The Daily Examiner (San Francisco), 8 March 1885, p. 1, cols. 1–4.
- Erwin G. Gudde and Elisabeth K. Gudde, eds. and transl.: From St. Louis to Sutter's Fort 1846, by Heinrich Lienhard.  University of Oklahoma Press 1961.
- J. Roderic Korns [and Dale L. Morgan], eds.: West from Fort Bridger: The Pioneering of the Immigrant Trails Across Utah, 1846–1850. Original Diaries and Journals Edited and with Introductions. Salt Lake City: Utah Historical Quarterly, vol. XIX (1951). Revised and Updated by Will Bagley and Harold Schindler, Logan: Utah State University Press, ISBN 0-87421-178-6, 1994.
- John C. Abbott, ed.: New Worlds to Seek: Pioneer Heinrich Lienhard in Switzerland and America, 1824–1846. Foreword by John H. Lienhard IV. Carbondale and Edwardsville, Illinois: Southern Illinois University Press, 2000. ISBN 0-8093-2233-1.pdf.